# Złota Szczerbina
Złota Szczerbina – przełączka w północnej grani Małego Kieżmarskiego Szczytu w słowackich Tatrach Wysokich. Znajduje się pomiędzy turniami Złoty Kopiniak i Złoty Kopiniaczek tworzącymi prawe (patrząc od dołu) obramowanie Niemieckiej Drabiny – skośnego, mało stromego żlebu dzielącego ścianę Kieżmarskiego na dwie części; górną i dolną. Ze Złotej Szczerbiny w dół, aż do Srebrnego Ogródka opada Srebrny Komin. Na północnej ścianie Złotego Kopiniaka i Złotej Szczerbiny znajdują się bardzo trudne drogi wspinaczkowe.
„Złote” i „srebrne" nazewnictwo w tym rejonie związane jest z poszukiwaniem złota. Znana z poszukiwań kruszcu w XVIII wieku była m.in. pochodząca z Kieżmarku rodzina szewców Fabri (Fabry). Złota nie znaleźli, ale odkryli rudę miedzi, którą następnie wydobywali. 